# Вотерфорд (селище, Нью-Йорк)
Вотерфорд (англ. Waterford) — селище (англ. village) в США, в окрузі Саратога штату Нью-Йорк. Населення — 2038 осіб (2020).

## Географія
Вотерфорд розташований за координатами 42°47′31″ пн. ш. 73°40′44″ зх. д. / 42.79194° пн. ш. 73.67889° зх. д. (42.792068, -73.678827).  За даними Бюро перепису населення США в 2010 році селище мало площу 0,93 км², з яких 0,73 км² — суходіл та 0,19 км² — водойми.

## Демографія
Згідно з переписом 2010 року, у селищі мешкало 1990 осіб у 959 домогосподарствах у складі 485 родин. Густота населення становила 2147 осіб/км².  Було 1055 помешкань (1138/км²).
Расовий склад населення:
| - 94,8 % — білих - 1,7 % — чорних або афроамериканців - 1,5 % — азіатів - 0,2 % — корінних американців |

До двох чи більше рас належало 1,5 %. Частка іспаномовних становила 2,8 % від усіх жителів.
За віковим діапазоном населення розподілялося таким чином: 18,4 % — особи молодші 18 років, 67,9 % — особи у віці 18—64 років, 13,7 % — особи у віці 65 років та старші. Медіана віку мешканця становила 39,1 року. На 100 осіб жіночої статі у селищі припадало 97,2 чоловіків;  на 100 жінок у віці від 18 років та старших — 94,1 чоловіків також старших 18 років.
Середній дохід на одне домашнє господарство  становив 54 552 долари США (медіана — 47 386), а середній дохід на одну сім'ю — 65 982 долари (медіана — 66 292). Медіана доходів становила 35 526 доларів для чоловіків та 45 080 доларів для жінок. За межею бідності перебувало 13,5 % осіб, у тому числі 16,7 % дітей у віці до 18 років та 6,2 % осіб у віці 65 років та старших.
Цивільне працевлаштоване населення становило 1245 осіб. Основні галузі зайнятості: освіта, охорона здоров'я та соціальна допомога — 22,8 %, мистецтво, розваги та відпочинок — 19,9 %, публічна адміністрація — 10,4 %, будівництво — 9,8 %.